# Emil Böök
Emil Böök, född 9 november 1835 i Helsingfors, död 15 juli 1914 i Nastola, var en finländsk skolman. Han var far till Einar Böök. Emil var son till tullvaktmästare Karl Gustaf Böök och Fredrika Sjöberg. Han var gift med Eugenie Charlotta Amalia Augusta Paldani.
Böök var lärare vid Helsingfors lyceum 1861–1888, största delen av tiden tillika som dess rektor. Han var docent i pedagogik 1868–1892 och blev filosofie doktor 1887. Han var folkskoleinspektör vid länsstyrelsen i Nylands län 1888–1891 och överlärare i historia vid Svenska normallyceum från 1891. Han utgav ett flertal undersökningar från pedagogikens område, bland annat Realismen i den tyska skolan intill medlet af det adertonde århundradet (1868) och Johannes Ludovicus Vives, en reformator inom den pedagogiska vetenskapen (1887). Han tilldelades professors titel 1908.

## Verk
- Realismen i den tyska skolan intill medlet af det adertonde århundradet (1868)[2]
- Program med anledning af Helsingfors Lycei halfsekulardag den 15 mars 1881, utdeladt vid festen den 3 maj 1881 (1881)
- Berättelse om Helsingfors Lyceum under läroåret 1882-1885 (1883-85)
- Johannes Ludovicus Vives, en reformator inom den pedagogiska vetenskapen (1887)
- Maria Stuarts regering i Skottland (1902)